# Uranophora haitiensis
Uranophora haitiensis är en fjärilsart som beskrevs av M.Gaede 1926. Uranophora haitiensis ingår i släktet Uranophora och familjen björnspinnare. Inga underarter finns listade i Catalogue of Life.